# Hannes Wolf (futbolista)
Hannes Wolf (Graz, Austria, 16 de abril de 1999) es un futbolista austriaco. Juega como centrocampista y su equipo es el New York City F. C. de la Major League Soccer.

## Clubes
| Club                              | País           | Año       |
| --------------------------------- | -------------- | --------- |
| F. C. Liefering                   | Austria        | 2016-2017 |
| Red Bull Salzburgo                | Austria        | 2017-2019 |
| R. B. Leipzig                     | Alemania       | 2019-2021 |
| Borussia Mönchengladbach (cedido) | Alemania       | 2020-2021 |
| Borussia Mönchengladbach          | Alemania       | 2021-2024 |
| Swansea City A. F. C. (cedido)    | Gales          | 2022      |
| New York City F. C.               | Estados Unidos | 2024-     |

## Palmarés

### Campeonatos nacionales
| Título          | Club               | País    | Año     |
| --------------- | ------------------ | ------- | ------- |
| Bundesliga      | Red Bull Salzburgo | Austria | 2016-17 |
| Copa de Austria | Red Bull Salzburgo | Austria | 2016-17 |
| Bundesliga      | Red Bull Salzburgo | Austria | 2017-18 |
| Copa de Austria | Red Bull Salzburgo | Austria | 2018-19 |
| Bundesliga      | Red Bull Salzburgo | Austria | 2018-19 |

### Campeonatos internacionales
| Título                  | Club                      | País  | Año     |
| ----------------------- | ------------------------- | ----- | ------- |
| Liga Juvenil de la UEFA | Red Bull Salzburgo sub-19 | Suiza | 2016-17 |